# 聖方濟各沙勿略站
聖方濟各沙勿略站（法語：Saint-François-Xavier）是巴黎地鐵的一個車站。聖方濟各沙勿略站位於巴黎七區，是巴黎地鐵13號線的車站。聖方濟各沙勿略站開通於1923年12月20日，最初是巴黎地鐵10號線的車站。車站名稱取自於聖方濟各沙勿略教堂。

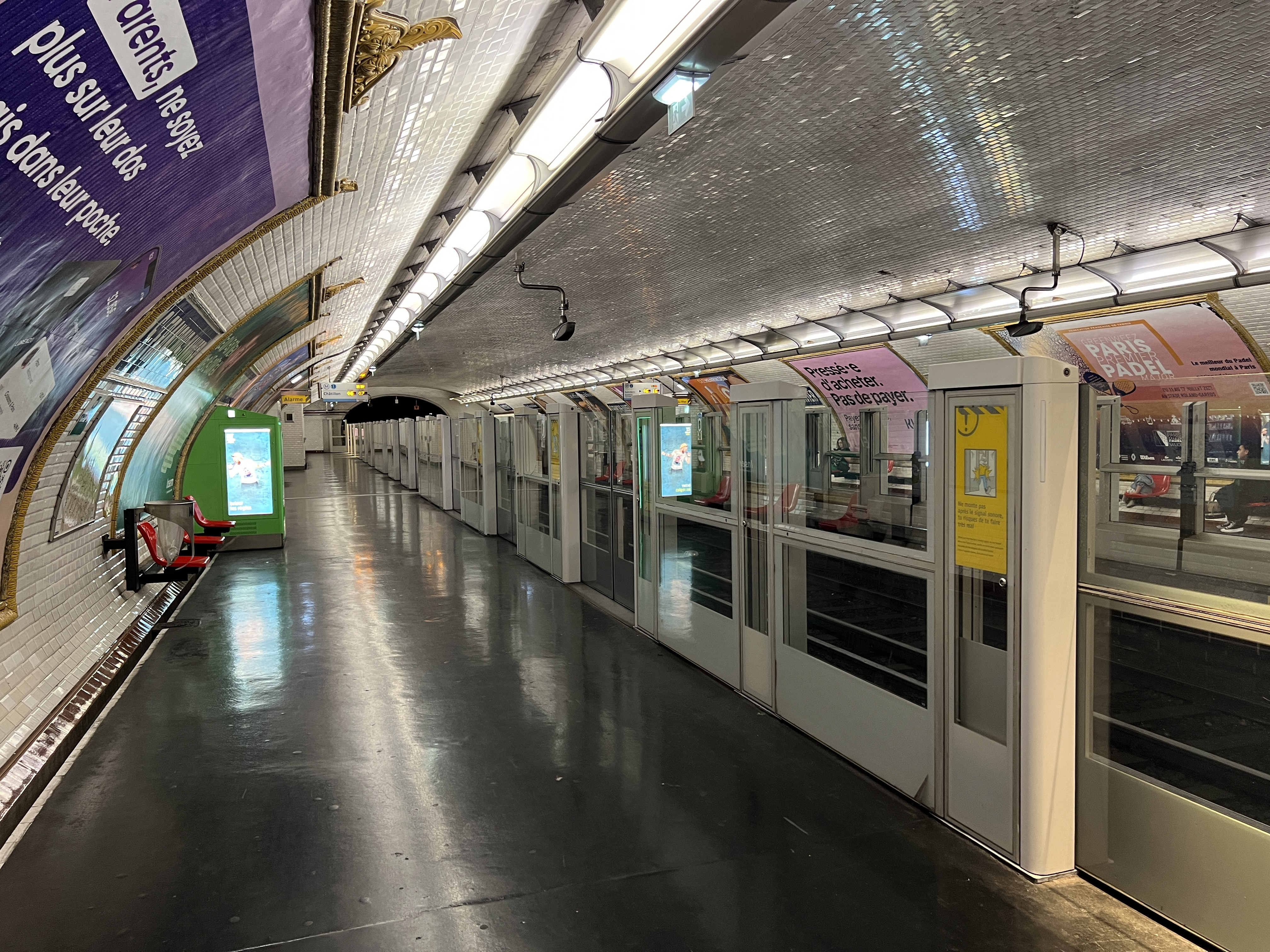
月台（2022年7月）

## 車站結構
| G  | 地面層             | 出入口                            |
| B1 | 夾層               | 閘機                              |
| B2 | 側式月台，右側開門 | 側式月台，右側開門                |
| B2 | 北行               | 往莱库尔蒂耶/聖但尼大學（瓦雷纳） |
| B2 | 南行               | 往沙蒂永-蒙魯日（迪罗克）         |
| B2 | 側式月台，右側開門 |                                   |